# Kadir Zakirovič Zakirov
Kadir Zakirovič Zakirov (o Zakirov Kadir Zakirov (en ruso: Закиров Кадыр Закирович; 25 de julio de 1906–5 de diciembre de 1992) fue un botánico uzbeko; que pasó casi toda una vida en el estudio de la botánica de Asia Central, especialmente en las alturas del Pamir. Fue diputado del Consejo Supremo.
En 1932 se graduó en la Academia Pedagógica. Entre los años 1937 a 1941, trabajó en la Universidad de Uzbekistán, donde fue nombrado profesor asistente y jefe interino del Departamento de Botánica de la Universidad Estatal de Samarkanda.
Zakirov utilizó un nuevo principio de separación de las zonas de gran altura, desarrollando su gama ( chul , adyr , tau , y pastos de montaña). A diferencia de otros autores, sentó las bases para la clasificación de paisaje de gran altura, las condiciones hidrotermales y los suelos estrechamente relacionados con cambios en la vegetación y en el espacio.

## Premios y reconocimientos
- 1956: académico de Uzbekistán
- honrado trabajador de la Ciencia
- galardonado con el Premio Estatal

### Epónimos
Especiescuatro fueron honradas con su nombre, entre ellas:
- (Asteraceae) Jurinea zakirovii Iljin[1]
- (Polygonaceae) Aconogonon zakirovii (Czevr.) Tzvelev[2]
- (Tamaricaceae) Reaumuria zakirovii Gorschk.[3]

## Algunas publicaciones
- 1973. Russko-uzbekskij ėnciklopedičeskij slovaŕ po botanike (Diccionario Enciclopédico Ruso-uzbeko para botánicos).